# Dröschkau

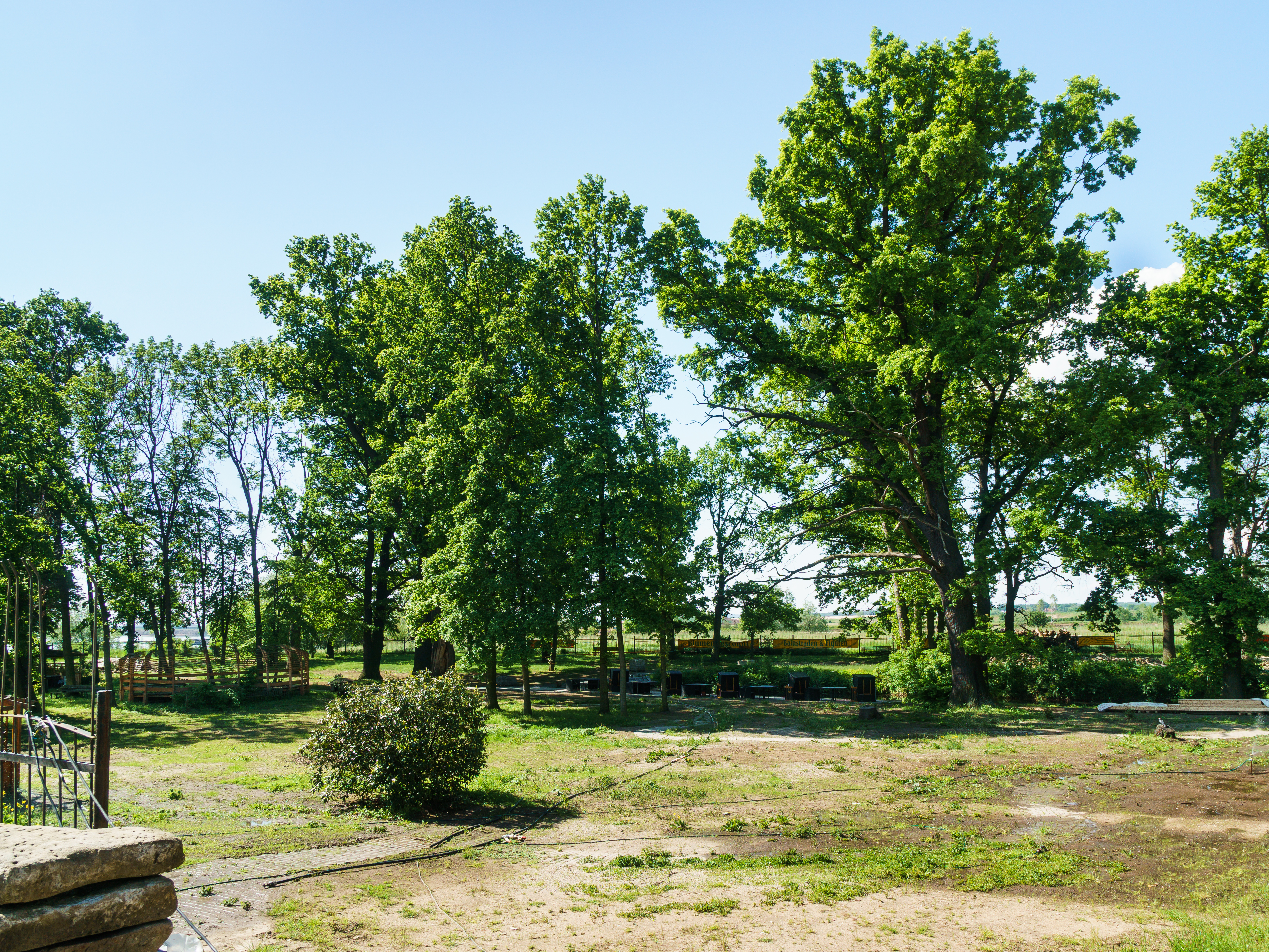
Dröschkau Gutspark Naturdenkmal

Dröschkau ist ein Ortsteil der Stadt Belgern-Schildau im Landkreis Nordsachsen in Sachsen.

## Lage
Dröschkau liegt am linken Rand des sächsischen Elbtals zwischen Riesa und Torgau auf einer sandigen erhöhten Etage. Einige Kilometer westlich führt die Bundesstraße 182 vorüber, die die Bewohner über Nebenstraßen erreichen. Südlich des Dorfes befindet sich der Ort Liebersee, den die Elbe mit einer großen Schleife umfließt.

## Geschichte
Das damalige Einzelgut wurde 1119 erstmals als Treskovo (altsorbisch für Ort, wo es kracht und knistert) erwähnt. Veränderungen im Namen führten dann 1791 zur jetzigen Schreibweise. Stellanus von Holtzendorff († 1605), der aus der Mark nach Sachsen eingewandert war, erwarb das Rittergut; 1656 ging es durch Heirat auf Georg Rudolf von Heynitz über. Ein bedeutender Besitzer war der Oberberghauptmann Friedrich Anton von Heynitz (* 1725; † 1802), Gründer der Bergakademie Freiberg. Sein Grab kann in der Belgerner Kirche besichtigt werden.
Die Gemarkung wurde noch 1880 als Gutsblockflur ohne Dorf geführt und hatte 1895 619 Hektar. 1818 wohnten in Dröschkau 42 Personen, 1895 lebten dann 140 Leute im Dorf. Sie pfarrten nach Staritz. Die amtliche Behörde war bis ins 18. Jahrhundert das Amt Torgau, um 1791 das Amt Wurzen und ab 1816 der Landkreis Torgau. 1946 wurde Madlene von Heynitz, Witwe des 1944 verstorbenen Iwan von Heynitz, als letzte Besitzerin des 631 ha großen Ritterguts enteignet, dessen Land auf 92 Siedler aufgeteilt wurde. Die Gebäude wurden als Maschinen-Traktoren-Station benutzt. Ein Ausflugslokal mit Hotel etablierte sich darin nach 1989.